# Ariolica obliterata
Ariolica obliterata är en fjärilsart som beskrevs av W. Warren 1913. Ariolica obliterata ingår i släktet Ariolica och familjen trågspinnare. Inga underarter finns listade i Catalogue of Life.